# Saint-Nazaire-de-Dorchester
Saint-Nazaire-de-Dorchester est une municipalité de paroisse dans la municipalité régionale de comté de Bellechasse au Québec (Canada), située dans la région administrative de Chaudière-Appalaches.

## Toponymie
La paroisse catholique a été mis sous le patronage de Nazaire de Rome en l'honneur du cardinal Louis-Nazaire Bégin (1840-1925) qui était alors administrateur de l'archidiocèse de Québec dont relevait la paroisse au moment de l'érection canonique. Quant à l'élément Dorchester, il rappelle l'appartenance de la paroisse à l'ancien comté de Dorchester, lui-même nommé en l'honneur de Guy Carleton (1724-1808), lord Dorchester, qui fut gouverneur de la province de Québec de 1766 à 1778 et de 1786 à 1796.
Quant au bureau de poste qui prit le nom de Saint-Nazaire-de-Buckland, il rappelle le canton de Buckland, dont l'origine pourrait rappelé un village britannique du même nom ou le souvenir du géologue anglais William Buckland (1784-1856),.

## Démographie
| 1911 | 1921 | 1931 | 1941 | 1951 | 1956 | 1961 | 1966 | 1971 |
| ---- | ---- | ---- | ---- | ---- | ---- | ---- | ---- | ---- |
| 452  | 484  | 505  | 559  | 533  | 589  | 570  | 479  | 418  |

| 1976 | 1981 | 1986 | 1991 | 1996 | 2001 | 2006 | 2011 | 2016 |
| ---- | ---- | ---- | ---- | ---- | ---- | ---- | ---- | ---- |
| 368  | 389  | 392  | 395  | 406  | 409  | 385  | 355  | 363  |

| 2021 | - | - | - | - | - | - | - | - |
| ---- | - | - | - | - | - | - | - | - |
| 338  | - | - | - | - | - | - | - | - |

## Administration
Le conseil municipal de Saint-Nazaire-de-Dorchester est composé d'un maire et de six conseillers qui sont élus en bloc à tous les quatre ans sans division territoriale.
| Saint-Nazaire-de-Dorchester Maires depuis 2003                                                                       |                         |                                           |          |
| Élection | Maire                   | Qualité                                   | Résultat |
| 2003 | Ghyslaine Côté-Bélanger |                                           | Voir     |
| 2005 | Claude Lachance         |                                           | Voir     |
| 2009 | Claude Lachance         | Voir                                      |          |
| 2013 | Claude Lachance         | Voir                                      |          |
| 2017 | Clément Fillion         |                                           | Voir     |
| 2021 | Stéphane Turgeon        |                                           | Voir     |
| déc. 2022 | Nadia Vallières         | Mairesse suppléante (déc. 2022-avr. 2023) | Voir     |
| Élection partielle en italique Depuis 2005, les élections sont simultanées dans toutes les municipalités québécoises |                         |                                           |          |

## Personnalités

### Artistes
Dany Bernier alias Babu (1978-) est né à Saint-Nazaire-de-Dorchester. Il est animateur de radio et de télévision et pilote automobile.
Bruno Lachance (1979-) est né à Saint-Nazaire-de-Dorchester. Il est un animateur et producteur de radio, chanteur, producteur de vidéos et réalisateur du film Bob Bissonnette: ROCKSTAR. Pis pas à peu près.

### Politiciens et fonctionnaires
Marcel Blais (1928-) est né à Saint-Nazaire-de-Dorchester. Il fut juge à la Cour du Québec dans le district de Beauce.
Claude Lachance (1945-) est né à Saint-Nazaire-de-Dorchester. Il fut élu à l'Assemblée nationale comme député du Parti québécois dans la circonscription de Bellechasse à trois reprises (de 1981 à 1985, de 1994 à 1998 et de 1998 à 2003). Il fut également maire de la municipalité à trois reprises (de 1973 à 1981, de 1987 à 1993 et de 2005 à 2017).